# Rozen Maiden OST
Rozen Maiden OST er det originale soundtrack baseret på anime'en, Rozen Maiden og Rozen Maiden: Träumend.

## Rozen Maiden Original Sound Track

### Numre
1. OP theme "Kinjirareta Asobi" (禁じられた遊び) <TV size>
  - Udført af Ali Project
2. Battle of Rose
3. Komatta Shumi (困った趣味)
4. Atatakana Kokoro (暖かな心)
5. Ivy
6. Reminiscence
7. Kurayami Yori Kitaru Mono (暗闇より来るもの)
8. Noble Dolls
9. Kanshaku (癇癪)
10. Cute Girl
11. Hageshii Omoi (激しい思い)
12. Junan no Hibi (受難の日々)
13. Battle in the House
14. Naisei (内省)
15. Awai Omoide (淡い想い出)
16. Kodoku na Kokoro (孤独な心)
17. Abstract
18. Kowareta Sekai (壊れた世界)
19. Rose Garden
20. Concerto
21. Alice Game
22. Bara no Chikai (薔薇の誓い)
23. Bara no Jubaku (薔薇の呪縛)
24. Zannin na Kougeki (残忍な攻撃)
25. Omocha no Kuni (おもちゃの国)
26. Shukuteki (宿敵)
27. Bright Red
28. Neat Sister
29. Tenshin Ranman (天真爛漫)
30. Okubyousha (臆病者)
31. Jaaku na Takurami (邪悪なたくらみ)
32. Barricade Sen (バリケード戦)
33. Kashimashii Kanojotachi (かしましい彼女たち)
34. Joukigen (上機嫌)
35. Funny Dolls
36. Jet Fighters
37. Garden Party
38. Utsukushii Izumi (美しい泉)
39. Asa no Shokutaku (朝の食卓)
40. Tantei Kun-kun (探偵くんくん)
41. Hyoukai (氷解)
42. Kodakai Oka nite (小高い丘にて)
43. Change
44. ED theme "Toumei Shelter" (透明シェルター) <TV size>
  - Udført af refio + Haruka Shimotsuki

## Rozen Maiden Träumend Original Sound Track

### Numre
1. Seishoujo Ryouiki (聖少女領域) [TV size]
  - Udført af Ali Project
2. Tanjou (誕生)
3. Shukumei (宿命)
4. Shoka (初夏)
5. Slapstick
6. Funky Dolls
7. Kinshi Suzume (金糸雀)
8. Barasuishou (薔薇水晶)
9. Akumu (悪夢)
10. Bara Otome (薔薇乙女)
11. Battle of Crystal
12. I'm not Junk
13. Suishou no Field (水晶のフィールド)
14. Shun (瞬) [Acoustic Version]
15. Shun (瞬)
  - Udført af Megu (Shiho Kawaragi)
16. Mebae (芽生え)
17. Enju (槐)
18. Laplace (ラプラス)
19. Genius Detective
20. Wrong Way
21. Ashita e (明日へ)
22. Hikari no Rasenritsu (光の螺旋律) [TV size]
  - Udført af kukui

## Rozen Maiden Drama CD'er
Der er blevet udgivet en række Rozen Maiden Drama CD'er. De er historier der ofte ikke har nogen større sammenhæng med seriens hovedserie, men er snarere en række historier baseret på serien. Der er udgivet syv Drama CD'er i alt – Vol.1 Suigintou, Vol.2 Kanaria, Vol.3 Suiseiseki, Vol.4 Souseiseki, Vol.5 Shinku, Vol.6 Hina Ichigo, Vol.7 Barasuishou. Til trods for at Kirakishou er den sande syvende dukke, er der ikke udgivet nogen CD baseret på hende, sandsynligvis på grund af manglen på informationer om hende.